# Funky Drummer
Funky Drummer ist ein Song von James Brown, der erstmals im Jahr 1970 veröffentlicht wurde. Er ist dem Genre des  Funk zuzuordnen und im Wesentlichen ein  Instrumentalstück, allerdings ergänzt um die für Brown typischen Ansagen und Anfeuerungsrufe an seine Band, wie etwa “give the drummer some” oder “ain’t it funky”.

## Urheberschaft und Aufnahme
Funky Drummer wurde am 20. November 1969 in den King Studios (Cincinnati, Ohio, USA) aufgenommen. Geschrieben und produziert wurde der Song von James Brown. Seine damalige Band hieß James Brown Orchestra und bestand aus folgenden Musikern: 
- James Brown (Vocals, Orgel)
- Richard “Kush” Griffith (Trompete)
- Joe Davis (Trompete)
- Maceo Parker (Tenorsaxofon)
- Eldee Williams (Tenorsaxofon)
- Fred Wesley (Posaune)
- Jimmy Nolen (Gitarre)
- Alphonso “Country” Kellum (Gitarre)
- Charles Sherrell (Bass)
- Clyde Stubblefield (Schlagzeug)

## Veröffentlichungen
Veröffentlicht wurde Funky Drummer im März 1970 vom  Label King als  Single. Auf der A-Seite befindet sich Part 1 (2:36), auf der B-Seite Part 2 (2:55).
In den folgenden Jahren wurde der Song mehrfach wiederveröffentlicht: So ist er unter anderem auf dem Boxset Star Time und der Kompilation In The Jungle Groove zu hören, letztere enthält neben einer gut neun Minuten langen Version auch einen sogenannten Bonus Beat Reprise von Funky Drummer.

## Charts und Sampling
Funky Drummer war zum Zeitpunkt seines erstmaligen Erscheinens nicht sonderlich erfolgreich – der Song erreichte lediglich Platz 51 der  Single-Charts von Billboard. Mittlerweile zählt er jedoch zu einem der am meisten  gesampelten Tracks der Musikgeschichte. Vor allem im Hip-Hop der 80er-Jahre sind Funky-Drummer-Samples sehr verbreitet.
Meist wird der vom Schlagzeuger Clyde Stubblefield gespielte Break gesampelt, aber auch die Vocals von James Brown werden manchmal verwendet. Zu den Musikern, die Funky Drummer in einem oder sogar mehreren ihrer Songs oder  Remixe zitieren, gehören unter anderem: 
| - 2 Live Crew - The Alchemist - Aphex Twin - Atari Teenage Riot - A Tribe Called Quest - Bananarama - Beastie Boys - Big Daddy Kane - Biz Markie - Bomb the Bass - Boogie Down Productions - Boo-Yaa T.R.I.B.E. - Chaka Khan - Coldcut - Common - Dan the Automator - Das EFX - Depeche Mode - De La Soul - Digable Planets - DJ Jazzy Jeff & The Fresh Prince - DJ Red Alert - DJ Shadow - DJ Skribble - Dr. Dre | - Dr. Octagon - Duran Duran - Enigma - En Vogue - EPMD - Eric B and Rakim - Everlast - The Fat Boys - Fine Young Cannibals - Freestylers - Funkmaster Flex - Gang Starr - George Michael - Geto Boys - Grandmaster Flash - Heavy D - House of Pain - Ice Cube - Ice-T - INXS - Jamie Woon - J Dilla - Kenny G - Kool G Rap - Kool Moe Dee | - Korn - k-os - Kris Kross - Kylie Minogue - LL Cool J - Ludacris - Mantronix - Mariah Carey - Mark the 45 King - Marky Mark and the Funky Bunch - MC Hammer - Mobb Deep - Moby - Mos Def - Nas - Naughty by Nature - Neneh Cherry - New Kids on the Block - Nine Inch Nails - N.W.A - Ofra Haza - Paris - Pete Rock - The Pharcyde - Pizzicato Five | - Prince - Public Enemy - Redman - R.E.M. - R. Kelly - The Roots - Run DMC - Salt ’n’ Pepa - Scarface - Schoolly D - Sérgio Mendes - Sinéad O’Connor - Sir Mix-a-Lot - Slick Rick - Snap! - Stetsasonic - Sublime - Sugarhill Gang - TLC - Tupac - Ultramagnetic MCs - Vanilla Ice - WestBam - Whodini - The X-Ecutioners |

## Trivia
Das von ihm geschlagene Break bei Funky Drummer brachte Clyde Stubblefield den inoffiziellen Titel „meistgesampelter Schlagzeuger der Musikgeschichte“ ein. Seinen Beitrag zu diesem und anderen Songs sah er jedoch von James Brown niemals angemessen gewürdigt. Daher äußerte er sich in einem Interview aus dem Jahr 1983 sehr verbittert über seinen ehemaligen Chef: „Bis zu einem gewissen Grad habe ich James geschaffen. Aber man sieht keinen außer seinem Namen auf den Alben. Er würde eher dem Türsteher als einem Musiker Royalty für eine Platte geben. Ich denke nicht, dass die Musiker in der James-Brown-Organisation fair behandelt wurden.“ 
Im Jahr 1997 veröffentlichte Clyde Stubblefield das Album The Revenge of the Funky Drummer.